# Cikadegræshoppe
Cikadegræshoppe eller Roesels græshoppe (Metrioptera roeseli) er en europæisk løvgræshoppe med en karakteristisk cikadelignende sang. Græshoppen blev videnskabeligt navngivet i 1822 af Jacob Johann Hagenbach som opkaldte den efter August Johann Rösel von Rosenhof. 

## Beskrivelse
Hunnen er 15-20 mm lang, og hannen lidt mindre 13-18 mm lang. Farven er grøn eller brun med gul på undersiden af bagkroppen, og en mørk, takket længdestribe på baglårets yderside. Et særligt kendetegn for arten er hvid-gule rande på siderne af pronotum (rygpladen på det forreste kropsled). Hanner og hunner har samme farver, men hunnen kan kendes på sin 6-8 mm lange, opadbøjede læggebrod. Nymferne er brune med de samme rande på pronotums sider.

## Levested og levevis
Cikadegræshoppen lever især i fugtige områder med tæt vegetation, f.eks. enge. De kan også findes på tørrere steder, men vil da foretrække at være mellem planterne, hvor fugtigheden er størst. De spiser mest græs og andre planter, men også af og til mindre insekter som f.eks. bladlus. De kan ikke flyve, og kun hannerne synger. Sangen er kraftig og kan høres i op til 20 meters afstand. Den kan dog være svær at høre for mennesker med nedsat hørelse, da sangen er højfrekvent med toner fra 12 kHz og op over 20 kHz. Med en ultralydsdektektor kan sangen høres i op til 30 meters afstand.

## Udbredelse
Cikadegræshoppen findes i store dele af Europa og Sibirien. Den findes også indslæbt i Nordamerika.
Arten er i fremgang i Danmark. Der blev første gang fundet stabile bestande i 1947 på Falster, og siden da også i Vester Vedsted ved Ribe, på Thyholm og senest i 2002 på Lolland. Det er muligt, at den også lever uopdaget på andre lokaliteter.